# کرگ وودمن
کرگ وودمن (انگلیسی: Craig Woodman؛ زادهٔ ۲۲ دسامبر ۱۹۸۲) بازیکن فوتبال اهل بریتانیا است.
از باشگاه‌هایی که در آن بازی کرده است می‌توان به باشگاه فوتبال منزفیلد تاون، باشگاه فوتبال وایکام واندررز، باشگاه فوتبال بریستول سیتی، باشگاه فوتبال تورکی یونایتد، باشگاه فوتبال اکستر سیتی، و باشگاه فوتبال برنتفورد اشاره کرد.